# Agathonisi
Agathonisi (Grieks: Αγαθονήσι) is een klein eiland, dat behoort tot de eilandengroep Dodekanesos in de Egeïsche Zee; het behoort tot Griekenland.

## Algemeen
Dit eiland is sedert 2011 een Griekse gemeente, en hoort bij de regionale eenheid (perifereiaki enotita) Kalymnos, dicht bij Turkije. De letterlijke betekenis van Agathonissi is "het eiland van de naïeven, onschuldigen, goeden en braven" en zo is de bevolking hier ook. Het eiland heeft geen druk toerisme maar heeft wel cafés en stranden. Appartementen e.d. zijn er hier nauwelijks. De inwoners leven van de visvangst. Per boot is het eiland dagelijks te bereiken via Patmos.